# Бал у Савої
«Бал у Савої» — радянський телефільм 1985 року, знятий режисером Аго-Ендріком Керге на кіностудії «Талліннфільм».

## Сюжет
Телефільм за однойменною оперетою угорського композитора Пала Абрахама.

## У ролях
- Елле Кулль — Мадлен (вокал: Хельга Салло)
- Аарне-Маті Юкскюла — Арістід (вокал: Вольдемар Куслап)
- Мерле Тальвік — Дезі (вокал: Сільві Врайт)
- Юрі Крюков — Мустафа-бей
- Юлле Кальюсте — Танголіта (вокал: Юлле Улла)
- Урмас Кібуспуу — Селестен
- Юлле Улла — Бебе
- Ендел Пярн — Арчібальд
- Аго-Ендрік Керге — Моріс
- Тину Каттай — Померол
- Тиніс Лепп — конферансьє
- Тійт Ліллеорг — Леві, лікар

## Знімальна група
- Режисер і сценарист — Аго-Ендрік Керге
- Оператор — Андрій Єпішин
- Композитор — Пал Абрахам
- Художник — Лійна Піхлак